# Ерди-Корта (Ингушетия)
Ерди-Корта, Герды-Корт  — горная вершина в Сунженском районе Ингушетии.
Высота над уровнем моря составляет 1453 метра. Находится в междуречье Ассы и Фортанги, восточнее селения Нижний Алкун, на границе с Чечнёй.
Возвышающаяся рядом с аулом Цеча-Ахки гора Ердыкорт, по мнению А. С. Сулейманова, была «священной горой» на которой находилось языческое святилище посвящённое богу ингушской мифологии Ерду (возможно бог ветра, у А. С. Сулейманова — бог по имени Ерди-крест). Существует предположение, что на месте селения Верхний Алкун, существовало святилище божества Цу, возможно здесь проходили культовые праздники и жертвоприношения. В 5 км к западу от Верхнего Алкуна находится гора Цейш-Ти и развалины одноимённого хутора, на горе имелись культовые святилища в честь божества Цу.